# Gürzenicher Straße (Düren)
Die Gürzenicher Straße in der Kreisstadt Düren (Nordrhein-Westfalen) ist eine Innerortsstraße. Sie liegt im Stadtteil Rölsdorf.

## Lage
Die Straße beginnt an der Kreuzung Auweg/Valencienner Straße in Gürzenich und endet an der Einmündung in die Monschauer Straße in Rölsdorf. Die Gürzenicher Straße hat die Postleitzahl 52355.

## Geschichte
Nach dem Bau der Eisenbahnstrecke Düren – Aachen im Jahre 1841 schloss die Firma Eberhard Hoesch u. Söhne mit der Bahnverwaltung einen Vertrag, nach dem sie eine Verladerampe an dieser Strecke im heutigen Auweg errichten durfte, um ihre Rohstoffe und ihre Fertigfabrikate schneller auf kürzestem Weg durch die Gürzenicher Straße nach Lendersdorf transportieren zu können.
Bei der Eingemeindung von Rölsdorf am 1. April 1937 wurde der Hoeschweg in Gürzenicher Straße umbenannt, da es in Düren schon mehrere „Hoeschstraßen“ gab.
An der Einmündung in die Valencienner Straße steht das denkmalgeschützte Johanneskreuz. Die neue Pfarrkirche St. Nikolaus steht an der Einmündung der Straße An der Ziegelei.